# 西藏自治区曲水监狱
西藏自治区曲水监狱是隶属于西藏自治区监狱管理局的监狱。该监狱坐落在西藏自治区拉萨市曲水县。

## 沿革
该监狱于2005年正式投入使用。该年内完成了其他监狱向该监狱的犯人转移工作。